# Hermann Fritz (Polarlichtforscher)

Hermann Fritz (ca. 1886)

Hermann Fritz (* 3. September 1830 in Bingen am Rhein; † 16. August 1893 in Zürich) war ein deutsch-schweizerischer Polarlichtforscher.
Er studierte an der TH Darmstadt und war ab 1859 zunächst Hilfslehrer für technisches Zeichnen am Eidgenössischen Polytechnikum in Zürich. 1872 wurde er dort Titular-Professor und las über allgemeine Maschinenlehre.
Daneben beschäftigte er sich zusammen mit Rudolf Wolf mit Fragen der solar-terrestrischen Physik. 1862 gelang ihm der Nachweis, dass eine enge, quantitative Beziehung zwischen der Polarlichthäufigkeit und der Zahl der Sonnenflecken besteht. Mit Elias Loomis gab es später darüber einen Prioritätenstreit. Er untersuchte auch die geographische Verteilung des Polarlichtes auf der Nordhalbkugel und führte den Begriff Isochasmen (Kurven gleicher Polarlichthäufigkeit) ein.

## Veröffentlichungen
- Verzeichnis beobachteter Polarlichter, zusammengestellt von Fritz. 1873
- Das Polarlicht. 1881
- Ausnutzung der Brennstoffe. 1876
- Handbuch der landwirtschaftlichen Maschinen. 1880
- Gegenseitige Beziehungen der physikalischen und chemischen Eigenschaften der chemischen Elemente und Verbindungen. 1892